# Seznam iranskih tenisačev
Seznam iranskih tenisačev.

## B
- Mansour Bahrami